# 30 anni insieme
30 anni insieme è la quarta raccolta del cantautore italiano Massimo Di Cataldo, pubblicata il 19 maggio 2023 da Dicamusica/Believe.

## Descrizione
L'album contiene alcune delle canzoni più rappresentative dei trent'anni di carriera discografica dell'artista, a partire dall'esordio del 1993 al Festival di Castrocaro con il brano intitolato Io sto sbroccando per te, includendo anche cover e pezzi più recenti, nonché due registrazioni dal vivo del 2001. Inoltre la raccolta vede al suo interno l'inedito Una canzone brutta, cantato insieme ad Andrea Agresti e accompagnato da un videoclip firmato dalla regia di Cesare Rascel.

## Tracce
1. Che sarà di me (2023)
2. Ci credi ancora all'amore
3. Con il nastro rosa
4. Come sei bella (2023)
5. C’è bisogno di credere
6. Il mondo
7. Io sto sbroccando per te (2023)
8. Se adesso te ne vai (2023)
9. Soli (Acustica)
10. Liberi come il sole (Live 2001)
11. Con il cuore (Live 2001)
12. Una canzone brutta (con Andrea Agresti)